# 자율 에이전트
자율 에이전트(Autonomous agent)는 복잡한 작업을 독립적으로 수행할 수 있는 인공지능(AI) 시스템이다.

## 정의
자율 에이전트에 대한 다양한 정의가 있다. 브루스톨로니(1991)에 따르면:
 "자율 에이전트는 현실 세계에서 자율적이고 목적 있는 행동을 할 수 있는 시스템이다."

메이스(1995)에 따르면:
 "자율 에이전트는 복잡하고 동적인 환경에 거주하며, 이 환경에서 자율적으로 감지하고 행동하며, 이를 통해 설계된 목표 또는 작업 세트를 실현하는 컴퓨팅 시스템이다."

프랭클린과 그래서(1997)는 다른 정의들을 검토하고 그들의 정의를 제안한다:
 "자율 에이전트는 환경 안에 위치하고 그 일부를 이루며, 그 환경을 감지하고, 시간이 지남에 따라 자신의 의제를 추구하며, 미래에 자신이 감지하는 것에 영향을 미치도록 행동하는 시스템이다."

그들은 다음과 같이 설명한다:
 "인간과 일부 동물은 여러 개의 상충되는 욕구, 여러 감각, 여러 가능한 행동, 그리고 복잡하고 정교한 제어 구조를 가진 에이전트의 상위에 속한다. 한두 개의 감각, 단일 행동, 그리고 터무니없이 단순한 제어 구조를 가진 하위에는 온도 조절 장치가 있다."

## 에이전트의 외형
리 외(2015)는 외부 외형과 내부 자율 에이전트의 조합이 자율주행차에 대한 인간의 반응에 미치는 영향에서 안전 문제를 제기한다. 그들의 연구는 인간과 유사한 외형의 에이전트와 높은 수준의 자율성이 사회적 존재감, 지능, 안전 및 신뢰성과 강하게 연관되어 있음을 보여준다. 특히, 외형은 정서적 신뢰에 가장 큰 영향을 미치며, 자율성은 인지적 신뢰와 정서적 신뢰 모두에 가장 큰 영향을 미치는데, 인지적 신뢰는 지식 기반 요소로 특징지어지고 정서적 신뢰는 주로 감정에 의해 주도된다.

## 같이 보기
- 행위자 모델
- 생활환경지능
- Auto-GPT
- 챗봇
- 지능형 에이전트
- 다중 에이전트 시스템
- 소프트웨어 에이전트